# الخط الذهبي (مترو الدوحة)
الخط الذهبي هو خط نقل سريع لمترو الدوحة. ويمر الخط الذهبي من الشرق إلى الغرب عبر مدينة الدوحة، ويمتد من محطة رأس أبو عبود إلى محطة العزيزية على مسافة 32 كيلومتراً. هو جزء من مشروع قطر المتكامل للسكك الحديدية الذي يسترشد برؤية قطر الوطنية 2030. افتتح رسميًا في 21 نوفمبر 2019.

## البناء
تمت ترسية مشروع مترو الخط الذهبي على شركة كونسورتيوم عالمي (شركة محاصة) في تحالف يتكون من خمس شركات. (بالإنجليزية: Aktor SA)‏ من اليونان، لارسن أند توبرو من الهند، (بالتركية: Yapi Merkezi)‏ و(بالتركية: STFA)‏ من تركيا، وشركة الجابر الهندسية من قطر.

## روابط خارجية
- شركة الريل – الموقع الرسمي